# Éric Dudoit
 (août 2011).
Si vous disposez d'ouvrages ou d'articles de référence ou si vous connaissez des sites web de qualité traitant du thème abordé ici, merci de compléter l'article en donnant les références utiles à sa vérifiabilité et en les liant à la section « Notes et références ».
Éric Dudoit, né le 31 mai 1962 à Angoulème, est un coureur cycliste qui était un spécialiste des efforts solitaires qu'ils soient sur route ou sur piste. Il s'illustra ainsi en remportant le titre de champion de France universitaire route et piste en 1984, en terminant 3e du Grand Prix de France 1983, 2e du Chrono des Herbiers (1984) ou encore 2e de la Flèche d'or internationale en 1983 (Avec Ph Glowacz) ou 3e de France CLM/Equipe (avec Landreau, Perrin, Glowacz). Il fut sélectionné en équipe de France en 1983 et 1984.
Il compte une cinquantaine de victoires à son palmarès[réf. nécessaire].

## Palmarès sur route
- 1981
  - 3e du Grand Prix d'Oradour-sur-Vayres
- 1982
  -  Champion de France de la SNCF
- 1983
  - 3e du championnat de France du contre-la-montre par équipes
  - 3e du Grand Prix de France
  - 3e de la Flèche d'or européenne
- 1984
  -  Champion de France universitaire sur route et sur piste
  -  Champion de France de la SNCF
  - 2e du Chrono des Herbiers
  - 3e du Critérium de Terrebourg
- 1989
  - Tour du Canton de Dun-le-Palestel
- 1992
  - 3e du Grand Prix de Cherves